# 10. Budapesti Nemzetközi Cirkuszfesztivál
A 10. Budapesti Nemzetközi Cirkuszfesztivál (angolul: 10th International Circus Festival of Budapest) 2014. január 9. és 13. között került megrendezésre Budapesten, a Fővárosi Nagycirkuszban. Az „A” műsorra január 9-én és 12-én, a „B” műsorra január 10-én és 11-én került sor. A gála műsorokat január 13-án tartották.
A produkciók jelentkezési határideje 2013. május 15. volt. 2013. október 12-én kezdték meg a jegyek árusítását a fesztiválra. A végleges fellépési sorrend pedig december 18-án került nyilvánosságra.
A nemzetközi versenyt a A fesztivál csillagai című műsor követte, amely 2014. január 15-től március 9-ig volt látható a Fővárosi Nagycirkuszban.

## A fesztiválról
A versenyt 2014. január 9. és 13. között tartották. A kiválasztott időpont körülbelül 3-4 héttel volt korábbi a szokásosnál, így a többi nemzetközi fesztivál előtt meg tudták rendezni. Ez már a jubileumi, tizedik fesztivál volt a magyar fővárosban.

### Műsora
A másfél évtizedes hagyománynak megfelelően, tizennyolc ország artistaművészei ezúttal is két műsorban, három-három előadásban lépnek a közönség és a zsűri elé. Az eseménysort a zárónapi gálaelőadások zárták.

### Díszvendég
A jubileumi fesztivál díszvendége a svájci Kris Kremo volt. Az egyik legismertebb „gentleman” zsonglőr először lépett fel Magyarországon. Műsorszámát a hétfő esti díjkiosztó gálán láthatta a budapesti közönség.

### Szervezők, rendezők
| - Richter József – a Fővárosi Nagycirkusz igazgatója - Dr. Kriza Zsigmond – a Maciva ügyvezető igazgatója - Graeser József – cirkusz-szakmai vezető - Rónyai Rita – a fesztivál koordinátora - Deák Zsuzsanna - projekt koordinátor - Maka Attila – zenei vezető |  | - Percze László – porondmester - Maka Gyula – konferanszié - Kiss András – világítás - Lantos Balázs – hangmérnök |

## A zsűri tagjai
A tradíciók szerint, a nemzetközi, szakmai zsűri értékelte a versenyzők produkcióját, műsorát. A versenybíróság tagjai a világ jelentős cirkuszainak és varietéinek vezetői voltak.
- Francz Czeisler – a Circus Tihany Spectacular elnöke (USA) a zsűri tiszteletbeli, örökös elnöke
- Fredy Knie – a zsűri elnöke, a Knie Circus igazgatója (Svájc)
- Farzana Khalilova – Rosgoscirk (Oroszország)
- Henk van der Meijden – Stardust Circus International (Hollandia)
- Jeanette Williams – Entertainment and Circus Agency (Egyesült Államok)
- Helmuth Grosscurth – Managing Director, ECA (Németország)
- Vinicio Murillo – Feld Entertainment, Inc., Ringling Bros. and Barnum & Bailey Circus (Egyesült Államok)
- Francesco Bouglione – Cirque d’Hiver Bouglione Paris (Franciaország)
- Hou Quangen – Tianjin Acrobatic Troupe (Kína)
- Donnert Gábor – cirkuszművész (Magyarország)

## A résztvevők

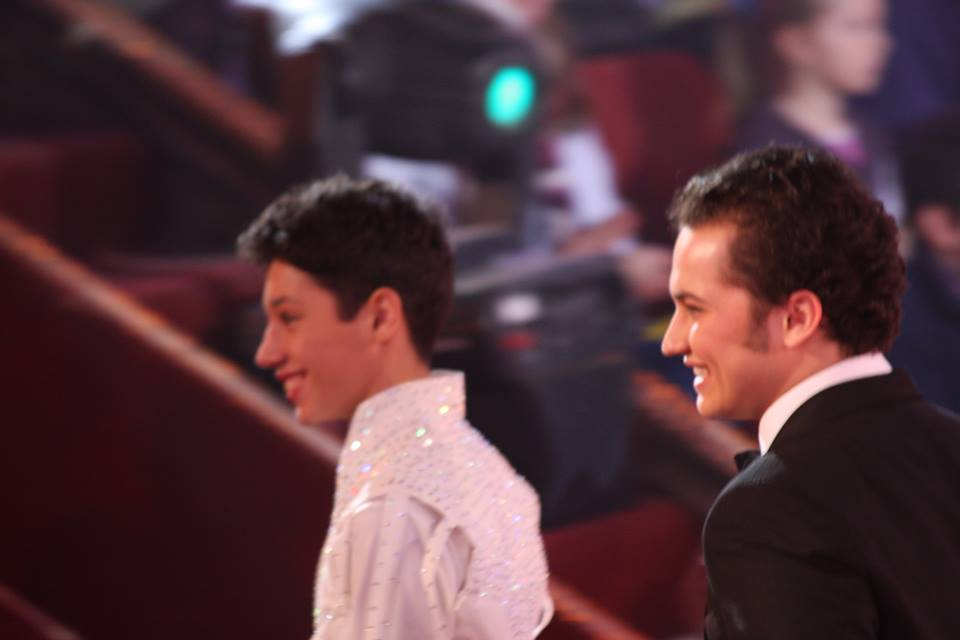
René Casselly Jr. (balra) Németországból és David Sosman (jobbra) Dániából

A részletes műsorrendet 2013. november 22-én hozták nyilvánosságra. Eredetileg a kínai Diabolo Girls formáció és az ukrán I-Team is részt vett volna, de visszaléptek. Az ausztrál születésű Messoudis Testvéreknek nem sikerült megszerezniük a szükséges vízumokat, így ők sem léptek fel. A megüresedett helyen Merrylu Casselly szerepelt kézegyensúlyozó számával a „B” műsorban.
Először vett részt dán előadó a versenyen. Dánia nem cirkusznagyhatalom, ezért az onnan érkező artisták produkciói ritkaságszámba mennek. David Enoch Sosman zsonglőrszáma a 2013-as kínai Nanchangi Nemzetközi Cirkuszfesztiválon bronzérmes lett, és e okból kapott meghívást a budapesti fesztiválra.
A legtöbb versenyzőt Ukrajna indította, összesen ötöt.

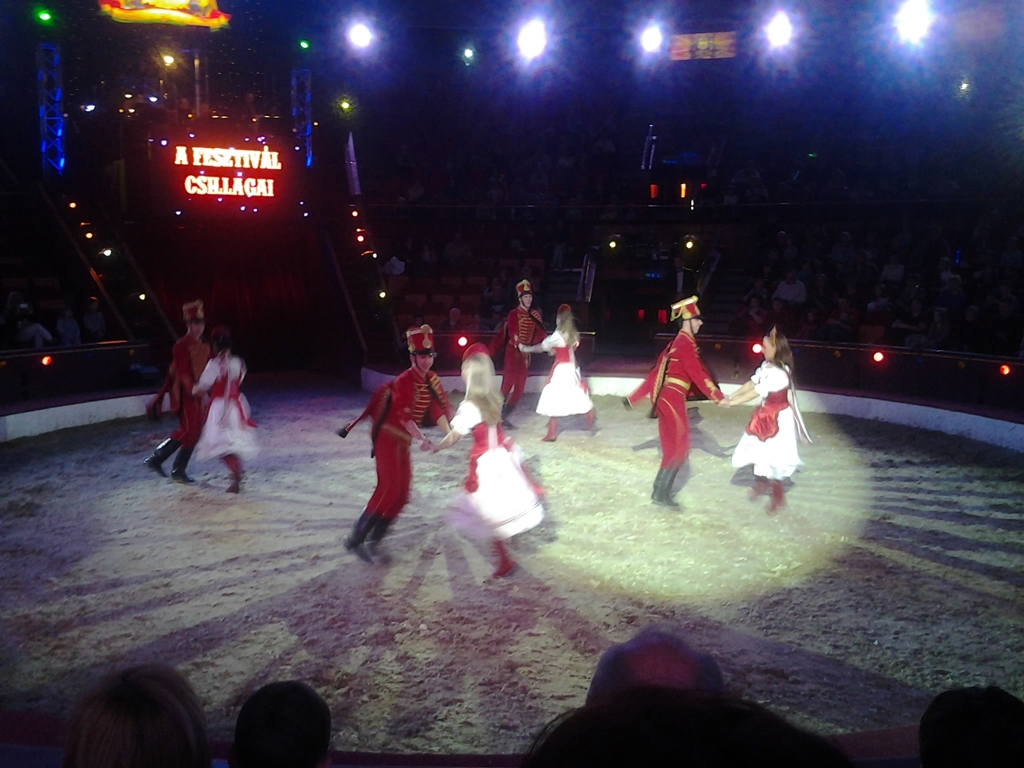
A Richter csoport produkciójában magyar népviseletbe öltözött táncosok is felléptek. Az egész produkciót a magyar virtus jellemezte.

Hosszú idő után, a fesztiválnak újra volt román illetve osztrák versenyzője. Előbbit a Trio Stoian, utóbbit Don Christian képviselte.
A Nagycirkusz Az univerzum fényei című előadásának néhány fellépője is lehetőséget kapott a fesztiválon való szereplésre. Így a „B” műsorban lépett fel Steve & Jones és Graziella, az „A” műsorban a Flying Havanas, Georgio Hromadko és a Casselly család. Utóbbit a verseny előtt a legesélyesebbének tartották a végső győzelemre, mivel 2012-ben a 36. Monte-carlói Nemzetközi Cirkuszfesztivál fődíjat, az Arany Bohóc-díjat nyerték el. Mellettük a két magyar versenyzőt, Simet Lászlót (aki már második alkalommal vett részt a fesztiválon) és a Richter csoportot is nagy esélyesnek tartották, mivel még nem volt arra példa, hogy magyar induló nyerte volna el az Arany Pierrot-díjat. Végül első magyarként a Richter csoport győzni tudott.
René Csassely Jr. a világon egyedülálló módon ugródeszkáról egy elefánt hátára landolva négyes szaltót mutatott be. Ezzel a fesztivál és a Fővárosi Nagycirkusz cirkusztörténelmet írt.
Így összesen 18 ország 38 produkciója vett részt a jubileumi versenyen.

## A fesztivál fellépő művészei
| Kanada | Fehéroroszország | Kuba | Németország |

### „A” műsor
Az „A” műsort 2014. január 9-én, csütörtökön 19 órakor és január 12-én, vasárnap 11 és 15 órakor mutatták be a Fővárosi Nagycirkuszban. Az előadás 3 órás volt. A nemzetközi, szakmai zsűri szavazatai alapján a legjobbak továbbjutottak a gálaműsorba. 19 produkciót nézett meg a zsűri, ami az eddigi legmagasabb létszám volt.
A műsort hagyományosan a Baros Imre Artistaképző és Magyar Táncművészeti Főiskola növendékei nyitották meg, majd a parádén felvonultak a versenyzők.
| #  | Előadó                              | Szám                     | Ország             | Eredmény     |
| -- | ----------------------------------- | ------------------------ | ------------------ | ------------ |
| 01 | Quingdao Troupe                     | lábikária                | Kína               | Továbbjutott |
| 02 | The Godfathers                      | táncos akrobatika        | Ukrajna            | —            |
| 03 | Georgio Hromadko                    | diabolo                  | Csehország         | —            |
| 04 | Duo Azelle                          | női duó trapéz karikán   | Kanada             | —            |
| 05 | Don Christian                       | bohóc                    | Ausztria           | —            |
| 06 | Troupe Zhuk                         | nyújtószám               | Fehéroroszország   | —            |
| 07 | Don Christian                       | bohóc                    | Ausztria           | —            |
| 08 | Lisandra Sanchez Cros               | levegő akrobatika        | Kuba               | —            |
| 09 | Trio Stoian                         | orosz rúd                | Románia            | Továbbjutott |
| 10 | Richter csoport                     | lovas akrobata szám      | Magyarország       | Továbbjutott |
| 11 | The Flying Havanas                  | trapéz szám              | Kuba               | —            |
| 12 | Tom & Pepe                          | bohócok                  | USA, Spanyolország | —            |
| 13 | Duo Triberti                        | akrobatikus görkorcsolya | Olaszország        | —            |
| 14 | Super Silva                         | levegőszám               | Brazília           | Továbbjutott |
| 15 | David Sosman                        | zsonglőr                 | Dánia              | —            |
| 16 | Tom & Pepe                          | bohócok                  | USA, Spanyolország | —            |
| 17 | Kateryna Sheludyakova               | hulahopp kézen állva     | Ukrajna            | —            |
| 18 | Dou Maybe                           | gurtni                   | Ukrajna            | Továbbjutott |
| 19 | Merrylu Casselly, René Casselly Jr. | akrobatikus elefántszám  | Németország        | Továbbjutott |

A műsort a finálé zárta, ahol a fellépő művészek még egyszer felvonultak.

### „B” műsor
A „B” műsort 2014. január 10-én, pénteken 19 órakor és január 11-én, szombaton 15 és 19 órakor mutatták be a Fővárosi Nagycirkuszban. Az előadás 3 órás volt. A nemzetközi, szakmai zsűri szavazatai alapján a legjobbak továbbjutottak a gálaműsorba. 19 produkciót nézett meg a zsűri, ami az eddigi legmagasabb létszám volt.
A műsort hagyományosan a Baros Imre Artistaképző és Magyar Táncművészeti Főiskola növendékei nyitották meg, majd a parádén felvonultak a versenyzők.
| #  | Előadó                           | Szám                 | Ország                       | Eredmény     |
| -- | -------------------------------- | -------------------- | ---------------------------- | ------------ |
| 01 | Sampion Bouglione                | zsonglőr             | Franciaország                | Továbbjutott |
| 02 | Ambra & Yves Nicols (Soul Tango) | levegő akrobatika    | Spanyolország és Olaszország | Továbbjutott |
| 03 | Steve & Jones                    | bohócok              | Olaszország                  | —            |
| 04 | Huang Yang                       | lengő drót           | Kína                         | Továbbjutott |
| 05 | Steve & Jones                    | bohócok              | Olaszország                  | —            |
| 06 | Stynka csoport                   | orosz rúd            | Oroszország                  | Továbbjutott |
| 07 | Gerasymenko Brothers             | táncos akrobatika    | Ukrajna                      | —            |
| 08 | Cesare Dias                      | komikus              | Portugália                   | —            |
| 09 | Los Alamos                       | tűzszám              | Németország                  | Továbbjutott |
| 10 | Casselly család                  | elefántszám lovakkal | Németország                  | —            |
| 11 | Simet László                     | szemafor             | Magyarország                 | Továbbjutott |
| 12 | Steve & Jones                    | bohócok              | Olaszország                  | —            |
| 13 | Valerii Tkach                    | zsonglőr             | Ukrajna                      | —            |
| 14 | Natalia Bouglione                | gurtni légtornász    | Franciaország                | —            |
| 15 | Cesare Dias                      | komikus              | Portugália                   | Továbbjutott |
| 16 | Merrylu Casselly[megj. 1]        | kézegyensúlyozó      | Németország                  | Továbbjutott |
| 17 | Graziella                        | plafonszám           | Spanyolország                | —            |
| 18 | Steve & Jones                    | bohócok              | Olaszország                  | Továbbjutott |
| 19 | Quingdao Troupe                  | kínai rúd            | Kína                         | Továbbjutott |

↑ megj. 1:  Az ausztrál The Messoudis erőemelő csoport helyett a német Merrylu Casselly lépett fel kézegyensúlyozó számával.

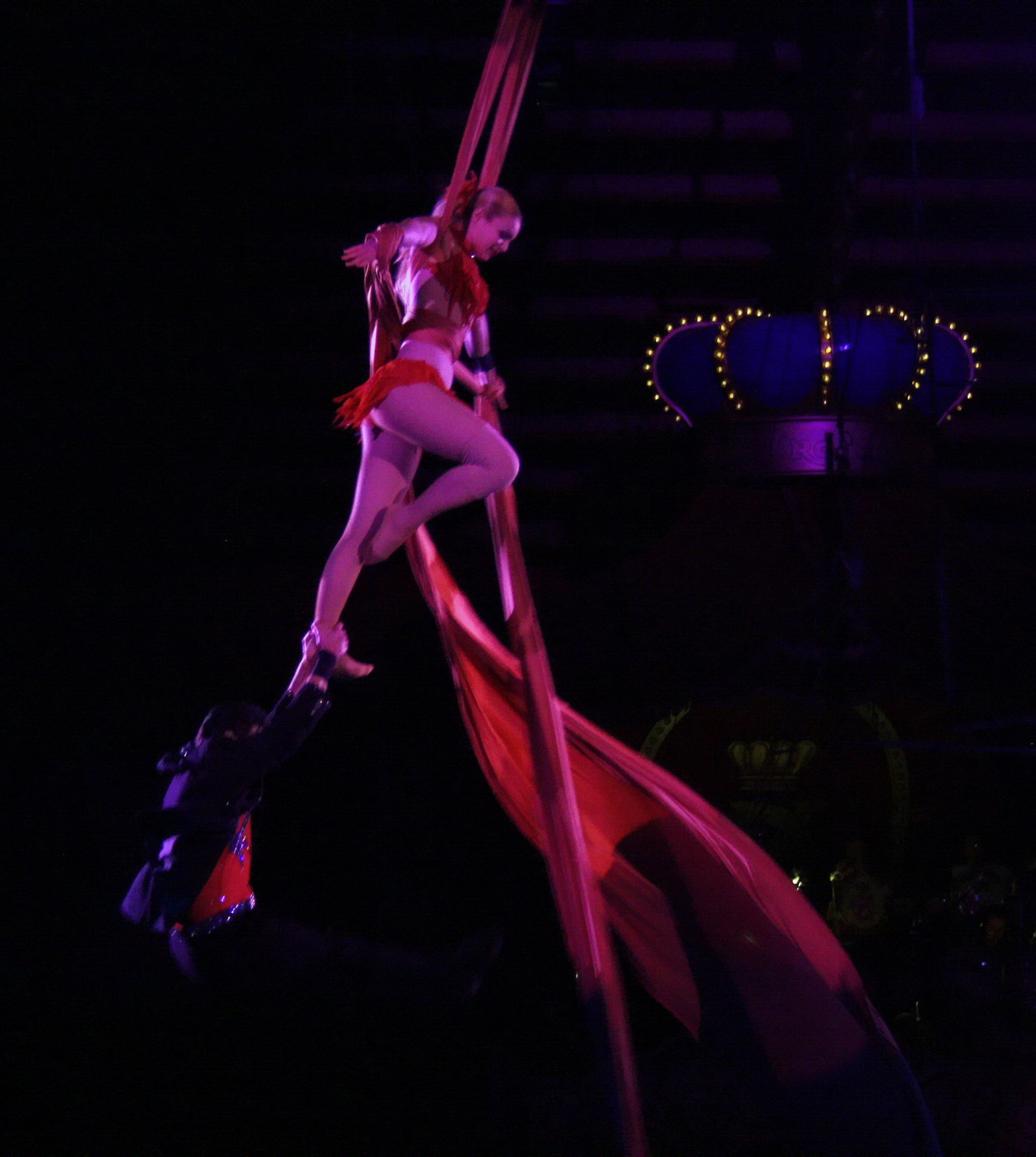
Ambra és Yves Nicols különleges levegő akrobatika számát Bronz Pierrot-díjjal jutalmazta a zsűri.

A műsort a finálé zárta, ahol a fellépő művészek még egyszer felvonultak.

### Magyar gála
Az Álom a cirkuszban (magyar artisták műsora) című előadást 2014. január 11-én, szombaton 11 órakor mutatták be a Fővárosi Nagycirkuszban.

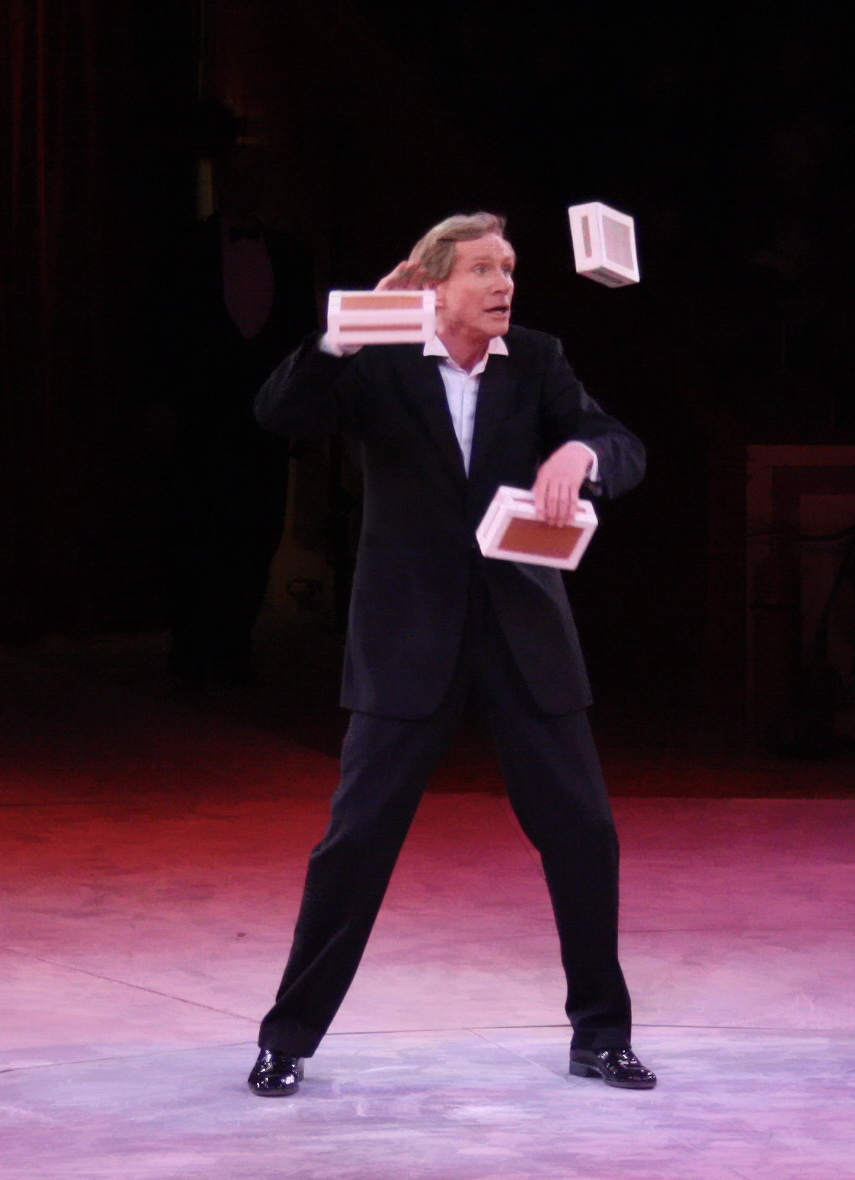
Kris Kremo, a fesztivál díszvendége

| #  | Előadó                        | Szám                                |
| -- | ----------------------------- | ----------------------------------- |
| 01 | Zsilák Olivér                 | zsonglőr labdákkal és buzogányokkal |
| 02 | Németh Jennyfer               | levegő akrobatika a hálóban         |
| 03 | Kodak Anna                    | hajlékony akrobatika                |
| 04 | Dobos Fatime                  | macskaidomítás                      |
| 05 | Hrisafis Gábor és Szabó Gábor | bohócok                             |
| 06 | Végh Andrea                   | aerial rope-kötél szám              |
| 07 | Gerald Steingruber            | bohóc                               |
| 08 | Franco                        | komikus macho-gaucho                |
| 09 | Fábián Attila                 | kézegyensúlyozás                    |
| 10 | Trió Császár                  | kisdeszka akrobatika                |
| 11 | Paczo Peychev                 | komikus gumiasztal                  |
| 12 | Trió Sárközi                  | zsonglőrök                          |
| 13 | Ádám Dévid és Nikolett        | kézenállás székeken                 |
| 14 | Duo Lameth                    | trapéz                              |
| 15 | Gerald Steingruber            | bohóc                               |
| 16 | Duo Krai                      | korbács                             |
| 17 | Adele és Franco               | papagáj idomítás                    |
| 18 | Ádám Krisztián                | magas drót                          |
| 19 | Black Roses                   | egykerekű                           |

### Gálaműsor
A gálaműsort 2014. január 13-án, hétfőn 15 és 19 órakor mutatták be a Fővárosi Nagycirkuszban. Az előadás 3 és fél órás volt. 17 produkció lépett fel. A mezőnyt az „A” műsor és „B” műsor továbbjutói alkották. Versenyen kívül lépett fel Kris Kremo, a fesztivál díszvendége.
A műsort hagyományosan a Baros Imre Artistaképző és Magyar Táncművészeti Főiskola növendékei nyitották meg, majd a parádén felvonultak a művészek.
(Az alábbi táblázat a 19 órakor kezdődő gálaműsor fellépési sorrendjét tartalmazza.)
| #  | Előadó                              | Szám                    | Ország                       | Helyezés | Díj           |
| -- | ----------------------------------- | ----------------------- | ---------------------------- | -------- | ------------- |
| 01 | Quingdao Troupe                     | lábikária               | Kína                         | —        | —             |
| 02 | Merrylu Casselly                    | kézegyensúlyozó         | Németország                  | —        | —             |
| 03 | Ambra & Yves Nicols (Soul Tango)    | levegő akrobatika       | Spanyolország és Olaszország | 3.       | Bronz fokozat |
| 04 | Steve & Jones                       | bohócok                 | Olaszország                  | —        | —             |
| 05 | Stynka csoport                      | orosz rúd               | Oroszország                  | 3.       | Bronz fokozat |
| 06 | Cesare Dias                         | komikus                 | Portugália                   | 3.       | Bronz fokozat |
| 07 | Los Alamos                          | tűzszám                 | Németország                  | —        | —             |
| 08 | Merrylu Casselly, René Casselly Jr. | akrobatikus elefántszám | Németország                  | 1.       | Arany fokozat |
| 09 | Simet László                        | szemafor                | Magyarország                 | 2.       | Ezüst fokozat |
| 10 | Sampion Bouglione                   | zsonglőr                | Franciaország                | 3.       | Bronz fokozat |
| 11 | Quingdao Troupe                     | kínai rúd               | Kína                         | 1.       | Arany fokozat |
| 12 | Huang Yang                          | lengő drót              | Kína                         | —        | —             |
| 13 | Super Silva                         | levegőszám              | Brazília                     | 2.       | Ezüst fokozat |
| 14 | Kris Kremo                          | zsonglőr                | Svájc                        | —        | —             |
| 15 | Trio Stoian                         | orosz rúd               | Románia                      | 2.       | Ezüst Fokozat |
| 16 | Dou Maybe                           | gurtni                  | Ukrajna                      | 3.       | Bronz fokozat |
| 17 | Richter csoport                     | lovas akrobata szám     | Magyarország                 | 1.       | Arany fokozat |

A műsort a finálé zárta, majd átadták a Pierrot-díjakat.

## A fesztivál nyertesei
| Fokozat       | Elnyerte                            | Ország                      | Szám                    |
| ------------- | ----------------------------------- | --------------------------- | ----------------------- |
| Arany fokozat | Richter csoport                     | Magyarország                | lovas akrobata szám     |
| Arany fokozat | Merrylu Casselly, René Casselly Jr. | Németország                 | akrobatikus elefántszám |
| Arany fokozat | Quingdao Troupe                     | Kína                        | kínai rúd               |
| Ezüst fokozat | Simet László                        | Magyarország                | szemafor                |
| Ezüst fokozat | Trio Stoian                         | Románia                     | orosz rúd               |
| Ezüst fokozat | Super Silva                         | Brazília                    | levegőszám              |
| Bronz fokozat | Sampion Bouglione                   | Franciaország               | zsonglőr                |
| Bronz fokozat | Stynka csoport                      | Oroszország                 | orosz rúd               |
| Bronz fokozat | Cesar Dias                          | Portugália                  | komikus                 |
| Bronz fokozat | Duo Maybe                           | Ukrajna                     | gurtni                  |
| Bronz fokozat | Ambra & Yves Nicols                 | Spanyolország · Olaszország | levegő akrobatika       |

A fesztivál 1996 óta íródó történelmében először magyarok vihették haza az Arany Pierrot-díjat. Az ifj. Richter József vezette Richter csoport lovas akrobata produkciója győzte meg a legjobban  a zsűrit. József és csoportja – Bíró Anikó, Dinya Bence és Marton Marius – győzelmével beírta magát a cirkusztörténelembe. A fesztivál zsűrije a szakmai tudást, a koreográfiát, a látványt pontozta, de a Richter csoport sikerét mégis csoport sikerét az magyarázza, hogy olyan rendkívüli trükköket is bemutattak a lóháton, amelyeket senki más nem tud a világon. Az Arany Pierrot-díjon kívül a csoport A legjobb magyar artistaprodukciónak járó Budapest-díjat és a A Kínai Akrobata Szövetség különdíját is megkapta.
Mérhetetlen boldogsággal tölt el, és nagyon sokat jelent számomra, hogy a jubileumi, 10. Budapesti Nemzetközi Cirkuszfesztiválon először, első magyarként sikerült elnyernünk az Arany Pierrot-díjat. Ez nem csak az én, vagy a Richter csoport érdeme, hanem az egész magyar cirkuszművészet sikere is egyben. Szeretnék hálás köszönetet mondani a családomnak, akik a kezdetektől hittek bennem, szüntelenül segítettek és támogattak engem. Szeretném megköszönni a csoportom tagjainak, Bíró Anikónak, Marton Mariusnak és Dinya Bencének a kitartó, fáradhatatlan munkájukat. Köszönöm a Végső Zsolt vezette tánckarnak a produkcióban való részvételt, valamint a Fővárosi Nagycirkusz összes dolgozójának, hogy segítették, és biztosították a szükséges feltételeit annak, hogy ez a produkció létrejöhessen. Nagyon hálás vagyok a magyar publikumnak, akik folyamatosan biztattak, motiváltak és támogattak minket, ez rengeteg erőt adott nekem.

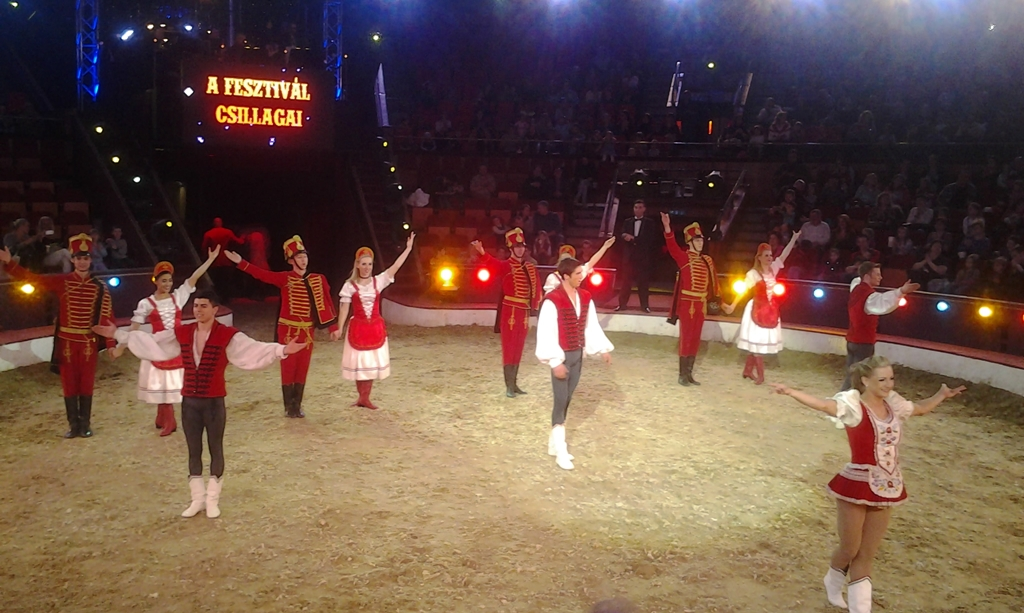
A Richter csoport, a fesztivál győztesei

Sikerült beírni magunkat a cirkusztörténelembe! Az első magyar Arany Pierrot díj, a világ második legrangosabb cirkuszfesztiválján! Készen állok a következő kihívásra!

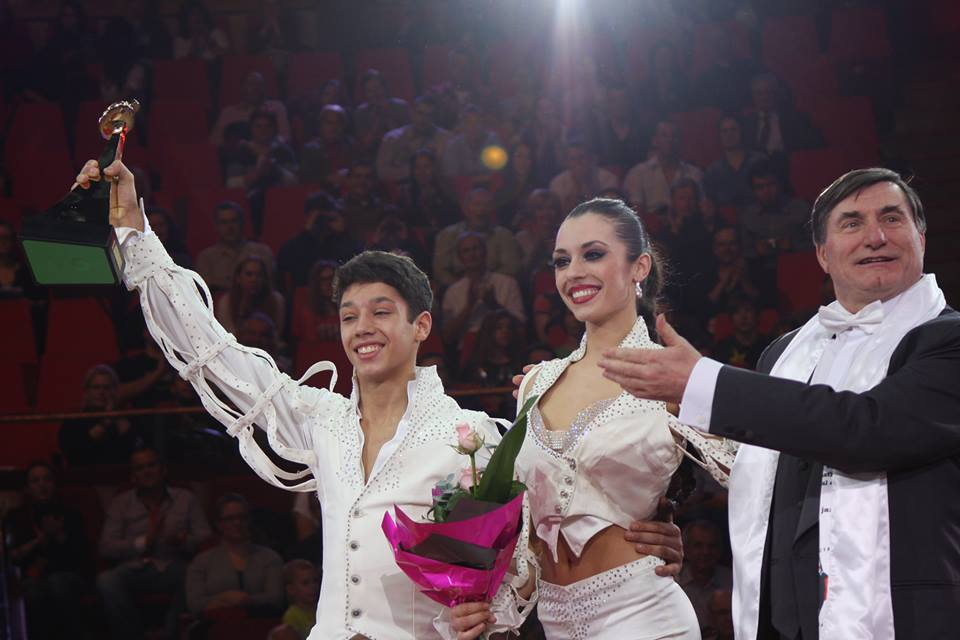
René Casselly Jr. (balra), Merrylu Casselly (középen) és Richter József (jobbra) a díjátadón.

A német Casselly család Budapesten is a csúcsra ért, a négy fordulatos szaltóval bemutatott akrobatikus elefántszámuk szintén a fesztivál győztese lett. A harmadik arany díjat a kínai Quingdao csoport rúdakrobata száma érdemelte ki.
A nemzetközi szakértőkből álló zsűri eredetileg két ezüst fokozatot akart adni, de a kiemelkedő produkciók miatt hármat osztott. Így Ezüst Pierrot-díjat vehetett át a román Trio Stoian rúddobó akrobatacsapat, a brazil Super Silva, plafonakrobata számáért, valamint Simet László és csoportja, aki a Maciva Cirkuszművész Életműdíját is megkapta.
Az orosz Stynka csoport bronz díjat nyert, akárcsak a portugál komikus Cesar Dias, az ukrán Duo Maybe gurtni száma, a francia zsonglőr Sampion Bouglione, valamint a spanyol-olasz Ambra és Yves Nicols, levegő akrobatika számukért.
Az eredményeket már vasárnap este, a Gundel étteremben rendezett fogadáson közölték a művészekkel, de a hétfő esti gálán ünnepélyes keretek között is bejelentették a helyezéseket és átadták a díjakat.

## Különdíjasok
| Különdíj                                               | Elnyerte                        | Ország        | Átadta              |
| ------------------------------------------------------ | ------------------------------- | ------------- | ------------------- |
| A Magyar Cirkuszművészeti Tanács különdíja             | Stynka csoport                  | Oroszország   | dr. Kriza Zsigmond  |
| A Cirque d’hiver Bouglione (Párizs) különdíja          | David Sosman                    | Dánia         | Francesco Bouglione |
| A Kínai Akrobata Szövetség különdíja                   | Richter csoport                 | Magyarország  | Hou Quangen         |
| Az Európai Cirkusz Szövetség (ECA) különdíja           | Baross Imre Artistaképző Iskola | Magyarország  | Helmuth Grosscurth  |
| A Ringling Bros. Barnum & Bailey különdíja             | Natalia Bouglione               | Franciaország | Vinicio Murillo     |
| Az orosz Roszgoszcirk különdíja                        | Merrylu Casselly                | Németország   | Farzana Khalilova   |
| A legjobb magyar artistaprodukciónak járó Budapest-díj | Richter csoport                 | Magyarország  | dr. Szentes Tamás   |
| A MACIVA Cirkuszművész Életműdíja                      | Simet László                    | Magyarország  | Balog Zoltán        |

## A fesztivál televízió felvétele
A fesztivál gálaműsorát az MTVA felvette és két-két 50 perces összefoglalót az M1 illetve az M2 műsorára tűzött.
| 1. Quingdao Troupe – lábikária (Kína) 2. Merrylu Casselly – kézegyensúlyozó (Németország) 3. Kris Kremo – zsonglőr (Svájc) 4. Huang Yang – lengő drót (Kína) | 1. Casselly család – akrobatikus elefántszám (Németország) 2. Simet László – szemafor (Magyarország) 3. Super Silva – levegőszám (Brazília) 4. Richter csoport – lovas akrobata szám (Magyarország) |

## Visszatérő művészek
| Előadó       | Szám      | Ország       | Előző év(ek) |
| ------------ | --------- | ------------ | ------------ |
| Simet László | magasdrót | Magyarország | 1996         |